# Кунцевский сельский совет (Новосанжарский район)
Кунцевский сельский совет (укр. Кунцівська сільська рада) — входит в состав
Новосанжарского района
Полтавской области
Украины.
Административный центр сельского совета находится в 
с. Кунцево.

## История
- 1923 — дата образования.

## Населённые пункты совета
- с. Кунцево
- с. Баловка
- с. Висичи
- с. Ганжи
- с. Собковка